# Kanguroszczur szerokolicy
Kanguroszczur szerokolicy (Potorous platyops) – gatunek ssaka z rodziny kanguroszczurowatych (Potoroidae), który zamieszkiwał Australię.

## Taksonomia
Gatunek po raz pierwszy zgodnie z zasadami nazewnictwa binominalnego opisał w angielski przyrodnik John Gould nadając mu nazwę Hypsiprymnus platyops. Miejsce typowe to Walyema Swamps (tj. jezioro Walyormouring), Australia Zachodnia, w Australia. Holotyp to częściowa czaszka (BMNH 46.4.25.11) i skóra (BMNH 44.9.30.4) dorosłej samicy z kolekcji Muzeum Historii Naturalnej w Londynie.
Autorzy Illustrated Checklist of the Mammals of the World uznają ten gatunek za monotypowy.

### Etymologia
- Potorous: rodzima nazwa Potoroo oznaczająca w Nowej Południowej Walii kanguroszczura[9].
- platyops: gr. πλατυς platus ‘szeroki’[10]; ωψ ōps, ωπος ōpos ‘oblicze’[11].

## Zasięg występowania
Pierwsze okazy tego gatunku zostały złapane w 1839 roku przez brytyjskiego zoologa Johna Goulda, zaś opisane przez niego w 1844 roku, ale nawet wówczas kanguroszczur szerokolicy był rzadki. Współczesne okazy znane są z południowo-zachodniej Australii, ale skamieniałe szczątki znaleziono również w przybrzeżnej Australii Zachodniej od okolic Albany na północ przez Wheatbelt przynajmniej do okolic Geraldton i od Półwyspu Eyrego oraz na Wyspie Kangura w Australii Południowej. Ostatnie żywe okazy odłowiono w 1875 roku i przypuszcza się, że wyginięcie nastąpiło przed 1900 rokiem, prawdopodobnie z powodu wprowadzonych drapieżników i zmian w reżimie pożarów buszu.

## Morfologia
Długość ciała (bez ogona) 24,3–34 cm, długość ogona 18,3–19 cm; brak danych dotyczących masy ciała. Sierść na grzbiecie miał koloru popielatego, a białą na podbrzuszu. Torbacz ten był podobny z kształtu do dużego szczura. Uszy miał małe i zaokrąglone, a pysk dość krótki, natomiast policzki wyraźnie spuchnięte.

## Ekologia
Zwyczaje kanguroszczura szerokolicego są niemal całkowicie nieznane. Wiadomo jednak, że wyraźnie unikał żyznych, zalesionych obszarów, które zamieszkują spokrewnione z nim gatunki; kanguroszczur długonogi (P. longipes) i kanguroszczur myszaty (P. tridactylus). 

## Status zagrożenia
W Czerwonej księdze gatunków zagrożonych Międzynarodowej Unii Ochrony Przyrody i Jej Zasobów został zaliczony do kategorii EX (ang. extinct ‘wymarły’).